# Campa
Campa (Kampa, Asháninca, Ashaninka), skupina indijanskih plemena naseljenih u Peruu i brazilskoj državi Acre u bazenima rijeka Urubamba, Ene, Tambo, gornja Perene, Pachitea, Pichis i gornja Ucayali, te u regijama Montaña i Gran Pajonal. 
Jezično pripadaju porodici arawak, a njihove skupine govore nekoliko jezika, to su Antaniri, Anti, Camatica, Campa, Catongo, Chicheren, Pangoa, Qumbiri, Quirinairi, Tampa, Ugunichiri i Unini
Povijesno, znanstvrenici i misionari identificirali su njihove brojne podgrupe, poimence: Amiemhuaca, Amapati, Antaniri, Atiri, Amatsenge, Curanmo, Capiri, Cobaro, Chonta, Cuyentemari, Menearo, Manua, Nanerna, Nesahuaca, Pangoa, Pilcosumi, Pisiatari, Quintimiri, Satipo, Sepuanabo, Sangireni, Tasío, Unconino i Zagoreni.
Danas etnolozi i lingvisti priznaju sljedeće poddivizije: Ashaninca, Caquinte, Nomatsiguenga, Pajonalino, Campa del Alto Perené, Campa del Pichis i Ucayalino. 
U prvi kontakt s Europljanima dolaze 1635. Danas im je osnovna nošnja kushma, tipična u Peruu

## Vanjske poveznice
- Mapa[neaktivna poveznica]